# Arauto

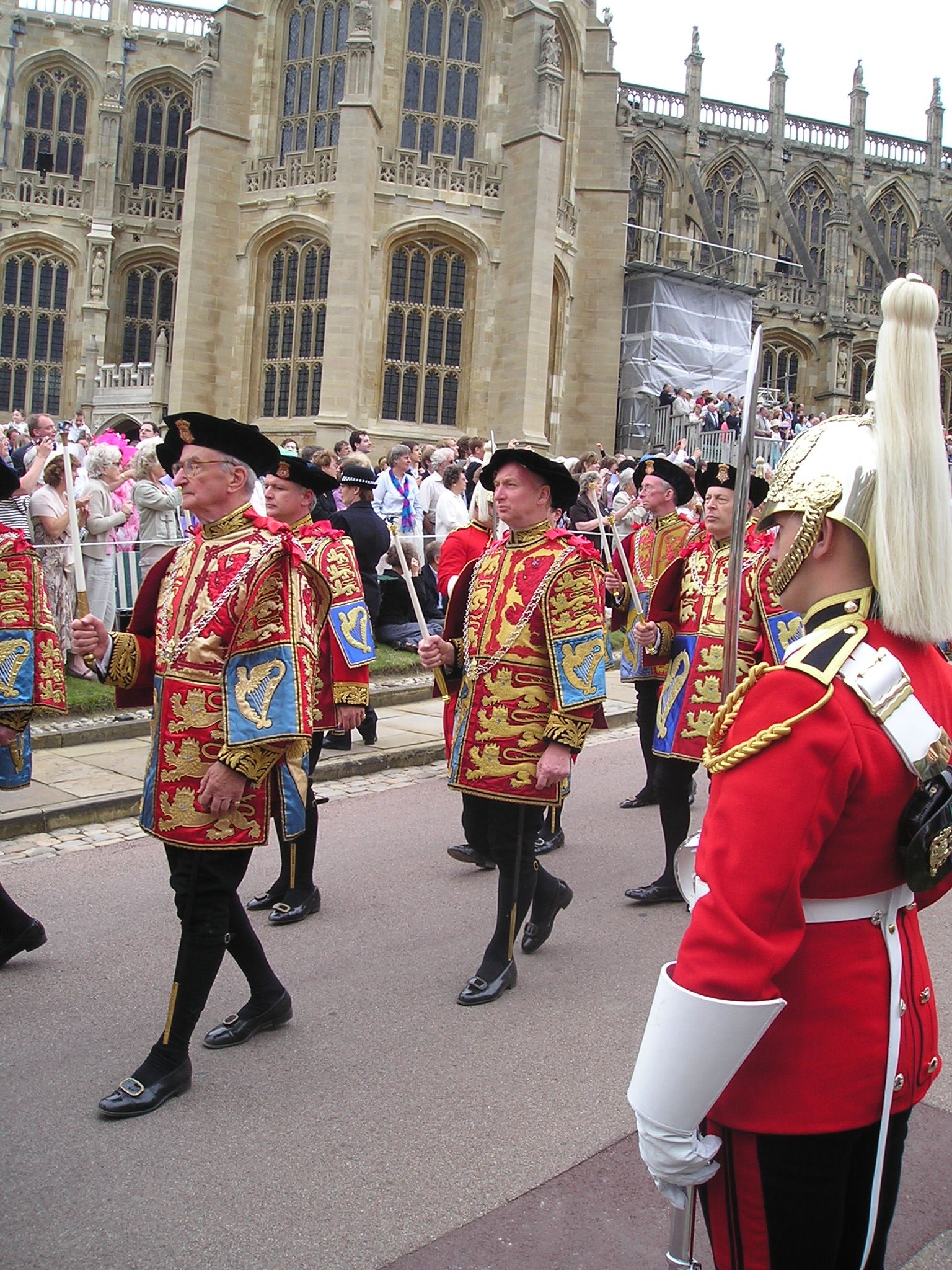
Arautos da Casa de Windsor

O arauto ou heraldo (do francês antigo: heralt) era o mensageiro oficial na Idade Média, uma pré-forma do diplomata. Na Idade Média, o arauto tinha como funções: realizar proclamações solenes, verificar títulos de nobreza, transmitir as mensagens da coroa, anunciar a guerra e proclamar a paz. Na monarquia moderna, a função do arauto limita-se, sobretudo, à proclamação de procedimentos protocolares relacionados com matrimónios ou coroações.
Como exemplo, a figura de arauto encontra-se retratada no filme "Coração de Cavaleiro", sob a forma do personagem Geoffrey Chaucer.